# 야망의 함정 (드라마)
《야망의 함정》은 2012년 방송된 미국과 캐나다의 텔레비전 드라마이다.